# Khaldoon Al Mubarak
Khaldoon Al Mubarak (Abu Dhabi, 1 de janeiro de 1976) é um empresário dos Emirados Árabes e dono do time de futebol Manchester City Football Club.
Al Mubarak nasceu em Abu Dhabi, Emirados Árabes Unidos, mas realizou seus estudos nos Estados Unidos, onde obteve um diploma em Economia e Finanças da Tufts University de Boston. sua carreira começou como um vendedor executivo na Abu Dhabi National Oil Company.
Começou a carreira na construção de imóveis, tornando-se CEO do Mubadala Development Company. Ele é membro de vários conselhos de diretores, membro do Conselho Executivo para o Emirado de Abu Dhabi. Desde a tomada do Manchester City F.C. pelo Abu Dhabi United Group em setembro de 2008, ele virou presidente desse clube.
Al Mubarak administra participações em projetos de mineração na América do Sul, especificamente na Colômbia, já que dirige a Mubadala Investment Group, empresa que possui a Minesa, empresa criada em 2013 com a Para obter a licença de exploração, do governo colombiano, para extrair ouro do Páramo de Santurbán, província do Soto Norte, departamento de Santander, com reservas calculadas no subsolo de aproximadamente 9 milhões de onças. Apesar dos benefícios que seriam obtidos com o pagamento de royalties ao estado e a possível geração de centenas de empregos diretos e indiretos, tem havido forte oposição de ambientalistas e lideranças políticas da região devido à ameaça de contaminação da reserva hídrica. que alimenta mais de 4 milhões de habitantes, produto da possível má gestão que Minesa dá aos resíduos de cianeto e mercúrio necessários para extrair o ouro além da destruição do ecossistema de páramo, tornando-se mesmo um tema de interesse nacional e internacional.